# Луговское сельское поселение (Челябинская область)
Луговское се́льское поселе́ние — муниципальное образование в Красноармейском районе Челябинской области Российской Федерации.  В рамках административно-территориального устройства муниципальное образование  соответствует административно-территориальной единице Луговской сельсовет.
Административный центр — посёлок Луговой.

## География
На территории поселения расположен Донгузловский природный заказник и самое большое болото Челябинской области Донгузлы.

## История
Статус и границы сельского поселения установлены Законом Челябинской области от 9 июля 2004 года № 243-ЗО «О статусе и границах Красноармейского муниципального района и сельских поселений в его составе»

## Население
| 2002  | 2010  | 2011  | 2012  | 2013  | 2014  | 2015 |
| ----- | ----- | ----- | ----- | ----- | ----- | ---- |
| 1205  | ↘1117 | ↗1124 | ↘1054 | ↘1037 | ↘1018 | ↘989 |
| 2016  | 2017  | 2018  | 2019  | 2020  | 2021  |      |
| ↗1006 | ↗1037 | ↘1019 | ↗1026 | ↘1022 | ↗1529 |      |

## Состав сельского поселения
| № | Населённый пункт | Тип населённого пункта          | Население |
| - | ---------------- | ------------------------------- | --------- |
| 1 | Камышинка        | деревня                         | ↗47       |
| 2 | Кулат            | деревня                         | ↘14       |
| 3 | Луговой          | посёлок, административный центр | ↗775      |
| 4 | Песчаный         | посёлок                         | ↘137      |
| 5 | Печёнкино        | деревня                         | ↘144      |

До середины 1980-х годов в состав поселения входила деревня Глубокое, бывшая казачья станица на берегу одноименного солёного озера.